# 팔도일보
팔도일보(八道日報)는 대한민국의 폐간된 신문이다. 1990년 8월 15일 창간했으며, 실향민들을 위한 통일 종합 일간지를 표방했다. 그러나 창간 4개월 만에 12월 17일 발행을 중단되었고, 경영 약화로 자진 폐간하였다. 자회사는 동화신문사이다.

## 같이 보기
- 민족일보
- 통일뉴스